# AK4 (ген)
AK4 (англ. Adenylate kinase 4) – білок, який кодується однойменним геном, розташованим у людей на короткому плечі 1-ї хромосоми.  Довжина поліпептидного ланцюга білка становить 223 амінокислот, а молекулярна маса — 25 268.
| 10         |  | 20         |  | 30         |  | 40         |  | 50         |
| ---------- |  | ---------- |  | ---------- |  | ---------- |  | ---------- |
| MASKLLRAVI |  | LGPPGSGKGT |  | VCQRIAQNFG |  | LQHLSSGHFL |  | RENIKASTEV |
| GEMAKQYIEK |  | SLLVPDHVIT |  | RLMMSELENR |  | RGQHWLLDGF |  | PRTLGQAEAL |
| DKICEVDLVI |  | SLNIPFETLK |  | DRLSRRWIHP |  | PSGRVYNLDF |  | NPPHVHGIDD |
| VTGEPLVQQE |  | DDKPEAVAAR |  | LRQYKDVAKP |  | VIELYKSRGV |  | LHQFSGTETN |
| KIWPYVYTLF |  | SNKITPIQSK |  | EAY        |  |            |  |            |

A: Аланін

C: Цистеїн

D: Аспарагінова кислота

E: Глутамінова кислота

F: Фенілаланін

G: Гліцин

H: Гістидин

I: Ізолейцин

K: Лізин

L: Лейцин

M: Метіонін

N: Аспарагін

P: Пролін

Q: Глутамін

R: Аргінін

S: Серин

T: Треонін

V: Валін

W: Триптофан

Кодований геном білок за функціями належить до трансфераз, кіназ. 
Білок має сайт для зв'язування з АТФ, нуклеотидами, ГТФ. 
Локалізований у мітохондрії.